# Antonio Rinieri
Antonio Rinieri (anche Antonio Renieri da Colle) (Colle di Val d'Elsa, 1515 – ...) è stato un letterato e poeta italiano, membro della senese Accademia degli Intronati.

## Biografia
Poeta, letterato, erudito coltissimo, fu membro dell'Accademia degli Intronati, adottando lo pseudonimo di Aguzzo.
Si dedicò anche all'insegnamento della grammatica in città toscane quali Volterra, Prato e la nativa Colle di Val d'Elsa.
Scrisse un'opera intitolata Il vero soggetto d'amore, pubblicata a Lucca nel 1566 dal Busdraghi. Amico di gran parte dei letterati toscani suoi contemporanei, in occasione della morte dell'amico Benedetto Varchi, compose un Carmina in funere Benedicti Varchi (Firenze 1568); lo stesso Varchi qualche anno prima aveva dedicato un sonetto  all'amico Antonio Rinieri (Opere, V. II, 1859). 
Ebbe un figlio di nome Jacopo che nel 1603 sposò Margherita Velenosi di Castelfranco.

## Opere
- Di Messer Antonio Renieri da Colle Auzzo intronato. Il vero soggetto d'amore. In Lucca: per Vincenzo Busdraghi: a stanza di Francesco Fagiani da Trino, 1566
- Canzone di messer Antonio Rinieri nel natale del serenissimo gran prencipe di Toscana; In Firenze, 1577
- Antonii Renierii Collensis Laudatio Usimbardi Usimbardii primi Collensium episcopi; Florentiae: apud Michaelangelum Sermartellium, 1592.
- In Francisci Medicis et Ioanna Austriae Etruriae principum nuptiis hymenaeus Antonii Renerii; Florentiae: apud filios Laurentij Torrentini & Carolum Pectinarium socium, 1565.
- Ad Franciscum Medicem magnum Etruscorum ducem. Antonij Renerij Collensis carmen. Genethliacum in filium; Roscium, 1577.
- Copia dell'oratione recitata dalli ss. ambasciadori del senato romano, alla creatione, & all'altezza del serenissimo don Ferdinando Medici, III gran duca di Toscana. Aggiuntoui la canzone di m. Antonio Rhenieri Auzo' ntronato. sopra le nozze d madama Christina di Loreno sua consorte.; In Firenze: [Domenico Manzani] : ad instantia di Francesco Dini da Colle, [1589]